# ジャービル1世・アッ＝サバーハ
ジャービル1世・アッ＝サバーハ（Jaber I Al-Sabah、1770年 - 1859年）はクウェートの第3代目首長（在位：1814年 - 1859年）でサバーハ家当主。父はアブドゥッラー1世・アッ＝サバーハ。子はサバーハ2世・アッ＝サバーハ。

## 経歴
父の後を継いで首長に即位。クウェートは陸上からの第一次サウード王国の侵攻やオマーン海岸諸部族連合の海賊行為による海上貿易の妨害に苦しんでいたが、1814年に第一次サウード王国のサウード1世が崩御し、さらにオスマン帝国のエジプト総督のムハンマド・アリーが1818年に第一次サウード王国を滅ぼしたために陸上からの脅威が取り除かれる。なお1824年には第二次サウード王国が再興されるが往年の脅威とはほど遠い存在であった。
さらに1819年にはイギリスから奪った艦船ミネルヴァを率いたオマーン海岸諸部族艦隊をイギリス東インド会社のボンベイ艦隊が撃破し、イギリスとオマーン海岸諸部族が1820年には休戦条約を結び、続いて1853年には恒久平和条約が結ばれたことにより、ようやくクウェートは平和を迎え、騒乱で衰退した造船や貿易が再開される。